# 韓海 (清朝)
韓海（1676年—1735年），字伟五，廣東省廣州府番禺縣 （今廣東省廣州市）人，清朝政治人物。同進士出身。

## 生平
雍正十一年，登進士，任廣東封川教谕。后不久去世。